# Flughafen Huntsville

i7
i11
i13
Der Flughafen Huntsville (englisch Huntsville International Airport/Carl T. Jones Field, IATA-Code: HSV, ICAO-Code: KHSV) ist ein internationaler ziviler Flughafen nahe Huntsville. Er wurde im Oktober 1967 in Huntsville Jetport umbenannt. und liegt im Madison County des Bundesstaates Alabama.
Es gibt ein Passagierterminal und zwei Start- und Landebahnen.
Für den Flughafen ist das seltene meteorologische Radarsystem Armor in Betrieb.
Es herrscht 24/7-Betrieb im Frachtbereich.

## Fluggesellschaften und Ziele
Der Flughafen dient der Fluggesellschaft Atlas Air als Drehkreuz.
Der Flugplan besteht fast ausschließlich aus Zubringerflügen zu den größeren Drehkreuzen der Legacy carriers.

## Verkehrszahlen
| Jahr | Fluggastaufkommen | Luftfracht (Tonnen) | Flugbewegungen |
| ---- | ----------------- | ------------------- | -------------- |
| 2019 | 1.445.365         |                     |                |
| 2018 | 1.184.374         |                     |                |
| 2017 | 1.063.538         | 93.037              | 64.015         |
| 2016 | 1.079.028         | 91.487              | 60.962         |
| 2015 | 1.069.830         | 81.713              | 58.581         |
| 2014 | 1.075.713         | 86.752              | 59.263         |
| 2013 | 1.040.278         | 85.827              | 45.557         |
| 2012 | 1.187.710         | 90.586              | 46.933         |
| 2011 | 1.263.272         | 93.512              | 56.501         |
| 2010 | 1.247.475         | 70.950              | 60.900         |
| 2009 | 1.171.147         | 59.546              | 59.029         |
| 2008 | 1.254.745         | 73.731              | 58.637         |
| 2007 | 1.239.813         | 79.307              | 60.223         |
| 2006 | 1.152.932         | 69.448              | 60.276         |
| 2005 | 1.265.153         | 53.142              | 66.568         |
| 2004 | 1.193.370         | 55.482              | 69.660         |
| 2003 | 1.051.644         | 56.163              | 65.192         |
| 2002 | 989.093           | 61.303              | 54.232         |
| 2001 | 968.954           | 59.666              | 58.720         |
| 2000 | 1.082.349         | 61.606              | 60.275         |
| 1999 | 1.050.377         | 49.776              | 59.441         |

### Verkehrsreichste Strecken
| Rang | Stadt                                 | Passagiere | Fluggesellschaft               |
| ---- | ------------------------------------- | ---------- | ------------------------------ |
| 01   | Atlanta, Georgia                      | 257.440    | Delta                          |
| 02   | Dallas/Fort Worth, Texas              | 102.390    | American Eagle                 |
| 03   | Charlotte, North Carolina             | 71.370     | American Eagle                 |
| 04   | Washington–National, Washington, D.C. | 55.540     | American Eagle                 |
| 05   | Denver, Colorado                      | 51.160     | Frontier, United Express       |
| 06   | Houston–Bush, Texas                   | 45.440     | United Express                 |
| 07   | Chicago–O’Hare, Illinois              | 43.690     | American Eagle, United Express |
| 08   | Orlando, Florida                      | 30.170     | Frontier                       |
| 09   | Washington–Dulles, Washington, D.C.   | 27.970     | United Express                 |
| 10   | Detroit, Michigan                     | 16.870     | Delta Connection               |

## Zwischenfälle
- Am 17. Oktober 1965 fuhr an einer Douglas DC-6 der US-amerikanischen United Airlines (Luftfahrzeugkennzeichen N37519) beim Startlauf auf dem Flughafen Huntsville das Bugfahrwerk ein. Beim Startabbruch rutschte die Maschine noch 83 Meter über das Startbahnende hinaus und wurde irreparabel beschädigt. Alle 16 Insassen, fünf Besatzungsmitglieder und 11 Passagiere, überlebten den Unfall.[16]